# Kfar Tikvá
Kfar Tikvá (en hebreo: כפר תקוה) significa el pueblo de la esperanza, es una institución israelí situada cerca de Kiryat Tiv'on, donde los discapacitados viven juntos como en un kibutz.

## Historia
Kfar Tikvá fue fundado en 1963 bajo la dirección de Siegfried Hirsch por un grupo de israelíes en la cima de una montaña cerca de Kiryat Tiv'on. Con la ayuda de voluntarios alemanes de una asociación y con la ayuda de algunos donantes alemanes, empezaron a implementar la visión de los fundadores en ese mismo año. El establecimiento fue inaugurado en 1964.

## Idea
Sigfried Hirsch y sus colaboradores fundaron Kfar Tikvá en el sitio del abandonado kibutz Givat Zaid. Aquí la idea de Hirsch se hizo realidad. Un lugar donde las personas con discapacidad pueden vivir con otras personas. Esta idea culminó con la frase del Dr. Hirsch en el día de la inauguración de Kfar Tikvá: "¡Deben vivir como nosotros!". Así, Kfar Tikvá se considera hoy día como un kibutz de tipo especial, principalmente porque no pertenece al movimiento kibutziano.
Los discapacitados del pueblo se identifican como miembros (haverim) de este kibutz y asumen, en la medida de lo posible, tareas y deberes para la comunidad. Desde la construcción del pueblo en el sitio del antiguo kibutz Givat Zaid, que tuvo lugar en 1963 con la ayuda de voluntarios alemanes, Kfar Tikvá se ha convertido en una especie de signo de las relaciones germano-israelíes.

## Estructura
Básicamente, la estructura del pueblo corresponde a la de un kibutz. La dirección está formada por padres o representantes del barrio, empleados y representantes de los discapacitados. Esta es la principal diferencia con otras instalaciones para discapacitados. En Kfar Tikvá, las personas con discapacidad que viven aquí como miembros de este kibutz tienen derecho a hablar, también a nivel de liderazgo. Los representantes elegidos de los discapacitados tienen derecho a la autodeterminación y pueden tomar decisiones, por ejemplo en la ocupación de los lugares de trabajo, en los proyectos o en la recepción de nuevos miembros. Compartir el trabajo y la responsabilidad con los demás y el grupo, hace que Kfar Tikvá sea especial.

## Trabajo
Kfar Tikvá ofrece a unos 200 discapacitados un trabajo. Además del trabajo diario que es necesario en el puesto de trabajo, trabajos como jardinería o lavandería y limpieza, las empresas comerciales arrendadas situadas en la aldea ofrecen trabajos adicionales.

## Operaciones comerciales
En Kfar Tikvá hay una bodega, un criadero de perros y una fábrica de velas. Estas parcelas se alquilan bajo la obligación de asegurar y dar trabajo a los haverim. El vino de la bodega Kfar Tikvá es especialmente conocido. El proyecto actual es el taller de cerámica. La embajada de Alemania en Tel Aviv, ha hecho la construcción posible a través de sus donaciones. La producción ha estado funcionando por algunas semanas, y algunos trabajos se han creado para las personas con discapacidad.

## Aprendizaje
Kfar Tikvá fue el primer centro de discapacitados capaz de convencer a la Universidad de Haifa para ofrecer sus programas educativos para los discapacitados. Desde entonces, la universidad ha estado utilizando el programa para la formación de estudiantes en profesiones sociales y ofrece a los haverim y a sus familias la oportunidad de elaborar juntos un programa de aprendizaje individual. De esta manera, se creó un proyecto único que beneficia a ambas partes, a la universidad, a los estudiantes en formación y a Kfar Tikvá, y que cuenta con el apoyo especial de sus miembros.

## Cooperación germano-israelí
Sin esta cooperación, Kfar Tikvá no habría sido posible. Eran voluntarios alemanes de la asociación, quienes en 1963 diseñaron los edificios del antiguo kibutz Givat Shaul para los discapacitados. Desde entonces, Kfar Tikvá ha sido un signo activo y especial de la cooperación germano-israelí y cristiano-judía. En el kibutz, los voluntarios alemanes, israelíes, judíos y cristianos trabajan juntos con los haverim. Esta cooperación ha sido reforzada por la visita de las delegaciones alemanas y del ministro de asuntos exteriores alemán.